# Teoria do domínio do fato
A teoria do domínio do fato é uma das teorias da imputação penal mais discutidas no âmbito acadêmico nos dias de hoje, embora sua aplicação prática ainda seja controversa e tema de vários questionamentos. Trata-se de distinguir o autor do partícipe pela vontade (um desdobramento do dolo) sobre o crime de fato observado.

## Visão geral
Incursionando-se nas origens da concepção, é de se ver que a teoria do domínio do fato ganhou notório destaque com as explanações de Hans Welzel, que propôs uma ideia amparada nos conceitos de ação final, estudados e aperfeiçoados também por ele. Para Welzel, a quem ação é o fazer final, o autor de uma conduta somente pode ser aquele que conduz o acontecimento causal conforme sua vontade final (segundo sua finalidade), o que lhe permitiria considerá-la como uma obra sua. Ou seja, a vontade de cometer o fato como próprio seria o elemento diferenciador entre o mero partícipe e o autor de uma conduta (ALFLEN, 2014. 87-88) 
Contudo, a teoria do domínio do fato foi efetivamente desenhada pela pena de Claus Roxin, que, no seio de uma visão funcionalista (o que significa enxergar o direito penal a partir de sua função), trouxe uma nova roupagem ao instituto. Roxin (2000, p. 151) enxergava que o elemento diferenciador entre autor e partícipe estaria no domínio da ação, sendo, pois, autor aquele que assume o protagonismo da realização típica – logo, autor é aquele que pratica os elementos do tipo dependendo apenas de si e de seu atuar. Porém, além dessa hipótese, Roxin vislumbrou outras duas possibilidades de se “dominar o fato”.
Uma delas está no domínio da vontade (ROXIN, 2000, p. 166-167), situação na qual o autor da conduta não a pratica de mão própria, mas, sim, por meio da utilização de outro sujeito, que atua em erro ou em estado de não culpabilidade, sendo o típico caso do “homem de trás”.
Enquanto a outra forma, também conhecida como domínio funcional do fato (ROXIN, 2000, p. 307-398), consiste em verdadeira divisão de tarefas entre os diversos protagonistas da ação típica. Em suma, diversas pessoas possuem o mesmo objetivo em comum, a realização da ação típica, mas, para alcançá-lo, dividem a execução da ação em tarefas, competindo a cada um uma fração essencial do todo – tanto que a não execução de uma delas pode impossibilitar a consecução do objetivo comum –, sendo os participantes da empreitada considerados coautores do delito.
Com essa construção, Claus Roxin apresentou um conceito restritivo de autor e, de certa forma, limitou e muito o alcance do conceito unitário de autoria, pelo qual autor é todo mundo que tenha, de alguma forma, contribuído ao delito dando causa ao mesmo (teoria causal).
Todavia, o conceito mais interessante apresentado por Roxin vai além da mera teoria do domínio do fato, mas deriva dela, e hoje se mostra como o fundamento preferido do Judiciário e do Ministério Público brasileiros na “cruzada” contra a corrupção, principalmente na tarefa de justificar a responsabilidade penal de diretores de empresas, chefes de órgãos públicos e demais detentores de funções de chefia por crimes ocorridos no interior das respectivas instituições. O conceito consiste no conceito de domínio da organização.
Mas ao contrário do que o cotidiano forense brasileiro aponta, a teoria do domínio da organização não se reveste como fundamento adequado na punição de chefes, diretores, secretários e demais ocupantes de cargos ditos de “direção” pela mera posição que ocupa. A teoria exige o atendimento a alguns pressupostos bem restritivos. Para que se tenha um domínio de organização o tal “homem de trás” deve: i) dominar um aparato organizado de poder desvinculado da ordem jurídica (o que significa que seu nascedouro seja fora da ordem jurídica regular – a exemplo de grupos terroristas, máfias e Estados de Exceção); ii) possuir poder de mando (ser chefe de algo); e iii) poder emitir ordens que serão cumpridas por executores fungíveis – o que culmina na certeza de execução da ordem, sem a necessidade de se ordenar algo diretamente ao executor, pois a execução da ordem será decorrência lógica da própria hierarquia da organização (LEITE, 2014, p. 139).
A responsabilidade penal, conforme essa teoria do domínio da organização, veda sua extensão ao âmbito empresarial e dos órgãos públicos. Com relação aos órgãos públicos, porque possuem organização e divisão de tarefas taxativamente previstas em leis e regulamentos, cujos executores são nomeados em portarias e demais atos administrativos – o que põe em cheque o primeiro requisito (organismo apartado da ordem jurídica) e o terceiro (certeza na execução da ordem por executor fungível). No que toca às empresas, nunca é demais lembrar que são constituídas por pessoas jurídicas, ou seja, o seu nascedouro depende da lei e não pode ser apartado dela.
Outrossim, é de se ressaltar que a responsabilização, no caso empresarial, recairia fatalmente no caráter funcional, ou seja, o gerente ou diretor de uma empresa estariam sendo responsáveis pela simples posição que ocupam, sem refletir necessariamente na conduta que praticaram. O problema é maior em empresas de estrutura complexa, pois o poder de decisão dificilmente tem a força necessária para, por si, possibilitar a execução de ordem, vez que uma decisão deverá ser “vista e revista” por diversos setores administrativos. Para resolver tal problema, talvez, já se tenha passado da hora de discutirmos uma efetiva responsabilização penal da pessoa jurídica.
Destaque-se que o próprio Roxin, noutras oportunidades, asseverou que sua teoria não se aplica a organismos amparados na ordem jurídica.
Ainda sobre a aplicabilidade da  teoria do domínio do fato, discorrem os advogados Paulo Quezado e Alex Santiago:
| “ | É importante, todavia, que sejam reconhecidos, também, os fundamentos probatórios de percepção das situações sobre as quais incidem esta doutrina, uma vez que, apesar do notório esforço de Roxin, no sentido de criar critérios/requisitos básicos de sua aplicação, a Teoria do Domínio do Fato pode tornar-se lógica inquisitória, quando desprovida de coerência para com o contexto probatório dos autos, distorcendo a nobre finalidade de seu mentor. | ” |